# Rowe, Massachusetts
Rowe är en kommun (town) i Franklin County i delstaten Massachusetts, USA. Vid folkräkningen år 2010 bodde 393 personer på orten. Den har enligt United States Census Bureau en area på totalt 62,2 km², varav 1,5 km² är vatten.
1. ↑  United States Census Bureau (red.), USA:s folkräkning 2020, läs online, läst: 1 januari 2022.[källa från Wikidata]